# ジョン・フィッツウィリアム (第2代フィッツウィリアム伯爵)
第2代フィッツウィリアム伯爵ジョン・フィッツウィリアム（英語: John Fitzwilliam, 2nd Earl Fitzwilliam、1681年頃/1685年頃 – 1728年8月28日）は、アイルランド王国の貴族、グレートブリテン王国の政治家。1710年から1728年までグレートブリテン庶民院議員を務めた。1716年から1719年までミルトン子爵の儀礼称号を使用した。

## 生涯
初代フィッツウィリアム伯爵ウィリアム・フィッツウィリアムとアン・クレーモア（Anne Cremor）の三男（長男と次男は早世）として生まれた。
成年直後の1701年11月イングランド総選挙ですでに出馬が噂されたが、実際に立候補するのは1710年の総選挙のことであり、彼はピーターバラ選挙区で当選を果たした。以降はだいたいホイッグ党の一員として行動した。1719年12月28日に父が死去すると、アイルランド貴族のフィッツウィリアム伯爵の爵位を継承した（その後も引き続き庶民院議員を務めた）。その後、1720年から1728年までピーターバラ首席治安判事を務めた。以降も引き続き与党の一員として行動、1727年3月には外交についての弁論で政府を支持した。
1728年8月28日に熱病で死去、息子ウィリアムが爵位を継承した。

## 家族
1718年9月17日、アン・ストリンガー（Anne Stringer、1726年没、ジョン・ストリンガーの娘）と結婚、1男3女を儲けた。
- ウィリアム（1720年 – 1756年） - 第3代フィッツウィリアム伯爵
- アン（1722年8月22日 – 1805年） - 1747年5月28日、第2代ゴドルフィン男爵フランシス・ゴドルフィンと結婚[4]
- エリザベス
- メアリー - ジョン・アーチャー（John Archer）と結婚